# Premi BAFTA 2008
La 61ª edizione dei British Academy Film Awards, conferiti dalla British Academy of Film and Television Arts alle migliori produzioni cinematografiche del 2007, ha avuto luogo il 10 febbraio 2008.

## Vincitori e candidati

### Miglior film
- Espiazione (Atonement), regia di Joe Wright
- American Gangster, regia di Ridley Scott
- Le vite degli altri (Das Leben der Anderen), regia di Florian Henckel von Donnersmarck
- Non è un paese per vecchi (No Country for Old Men), regia di Ethan e Joel Coen
- Il petroliere (There Will Be Blood), regia di Paul Thomas Anderson

### Miglior film britannico
- This Is England, regia di Shane Meadows
- Espiazione (Atonement)
- The Bourne Ultimatum - Il ritorno dello sciacallo (The Bourne Ultimatum), regia di Paul Greengrass
- Control, regia di Anton Corbijn
- La promessa dell'assassino (Eastern Promises), regia di David Cronenberg

### Miglior film non in lingua inglese
- Le vite degli altri (Das Leben der Anderen) • Germania
- Lo scafandro e la farfalla (Le scaphandre et le papillon), regia di Julian Schnabel • Francia/USA
- Il cacciatore di aquiloni (The Kite Runner), regia di Marc Forster • USA
- La vie en rose (La môme), regia di Olivier Dahan • Francia
- Lussuria - Seduzione e tradimento (Se, jie), regia di Ang Lee • Hong Kong/Taiwan

### Miglior film d'animazione
- Ratatouille, regia di Brad Bird
- Shrek terzo (Shrek the Third), regia di Raman Hui e Chris Miller
- I Simpson - Il film (The Simpsons Movie), regia di David Silverman

### Miglior regista
- Ethan e Joel Coen – Non è un paese per vecchi (No Country for Old Men)
- Paul Thomas Anderson – Il petroliere (There Will Be Blood)
- Paul Greengrass – The Bourne Ultimatum - Il ritorno dello sciacallo (The Bourne Ultimatum)
- Florian Henckel von Donnersmarck – Le vite degli altri (Das Leben der Anderen)
- Joe Wright – Espiazione (Atonement)

### Miglior attore protagonista
- Daniel Day-Lewis – Il petroliere (There Will Be Blood)
- George Clooney – Michael Clayton
- James McAvoy – Espiazione (Atonement)
- Viggo Mortensen – La promessa dell'assassino (Eastern Promises)
- Ulrich Mühe – Le vite degli altri (Das Leben der Anderen)

### Migliore attrice protagonista
- Marion Cotillard – La vie en rose (La môme)
- Cate Blanchett – Elizabeth: The Golden Age
- Julie Christie – Away from Her - Lontano da lei (Away from Her)
- Keira Knightley – Espiazione (Atonement)
- Ellen Page – Juno

### Miglior attore non protagonista
- Javier Bardem – Non è un paese per vecchi (No Country for Old Men)
- Paul Dano – Il petroliere (There Will Be Blood)
- Tommy Lee Jones – Non è un paese per vecchi (No Country for Old Men)
- Philip Seymour Hoffman – La guerra di Charlie Wilson (Charlie Wilson's War)
- Tom Wilkinson – Michael Clayton

### Migliore attrice non protagonista
- Tilda Swinton – Michael Clayton
- Cate Blanchett – Io non sono qui (I'm Not There)
- Kelly Macdonald – Non è un paese per vecchi (No Country for Old Men)
- Samantha Morton – Control
- Saoirse Ronan – Espiazione (Atonement)

### Migliore sceneggiatura originale
- Diablo Cody – Juno
- Steven Zaillian – American Gangster
- Florian Henckel von Donnersmarck – Le vite degli altri (Das Leben der Anderen)
- Tony Gilroy – Michael Clayton
- Shane Meadows – This Is England

### Migliore sceneggiatura non originale
- Ronald Harwood – Lo scafandro e la farfalla (Le scaphandre et le papillon)
- Christopher Hampton – Espiazione (Atonement)
- David Benioff – Il cacciatore di aquiloni (The Kite Runner)
- Ethan e Joel Coen – Non è un paese per vecchi (No Country for Old Men)
- Paul Thomas Anderson – Il petroliere (There Will Be Blood)

### Migliore fotografia
- Roger Deakins – Non è un paese per vecchi (No Country for Old Men)
- Harris Savides – American Gangster
- Seamus McGarvey – Espiazione (Atonement)
- Oliver Wood – The Bourne Ultimatum - Il ritorno dello sciacallo (The Bourne Ultimatum)
- Robert Elswit – Il petroliere (There Will Be Blood)

### Migliore scenografia
- Sarah Greenwood e Katie Spencer – Espiazione (Atonement)
- Guy Hendrix Dyas e Richard Roberts – Elizabeth: The Golden Age
- Stuart Craig e Stephenie McMillan – Harry Potter e L'Ordine della Fenice (Harry Potter and the Order of the Phoenix)
- Jack Fisk e Jim Erickson – Il petroliere (There Will Be Blood)
- Olivier Raoux e Stanislas Reydellet – La vie en rose (La môme)

### Migliori musiche
- Christopher Gunning – La vie en rose (La môme)
- Marc Streitenfeld – American Gangster
- Dario Marianelli – Espiazione (Atonement)
- Alberto Iglesias – Il cacciatore di aquiloni (The Kite Runner)
- Jonny Greenwood – Il petroliere (There Will Be Blood)

### Miglior montaggio
- Christopher Rouse – The Bourne Ultimatum - Il ritorno dello sciacallo (The Bourne Ultimatum)
- Pietro Scalia – American Gangster
- Paul Tothill – Espiazione (Atonement)
- John Gilroy – Michael Clayton
- Ethan e Joel Coen – Non è un paese per vecchi (No Country for Old Men)

### Migliori costumi
- Marit Allen – La vie en rose (La môme)
- Jacqueline Durran – Espiazione (Atonement)
- Alexandra Byrne – Elizabeth: The Golden Age
- Pan Lai – Lussuria - Seduzione e tradimento (Se, jie)
- Colleen Atwood – Sweeney Todd - Il diabolico barbiere di Fleet Street (Sweeney Todd: The Demon Barber of Fleet Street)

### Miglior trucco e acconciature
- La vie en rose (La môme) – Jan Archibald, Didier Lavergne
- Elizabeth: The Golden Age – Jenny Shircore
- Espiazione (Atonement) – Ivana Primorac
- Hairspray - Grasso è bello (Hairspray) – Judi Cooper Sealy, Jordan Samuel
- Sweeney Todd - Il diabolico barbiere di Fleet Street (Sweeney Todd: The Demon Barber of Fleet Street) – Ivana Primorac, Peter Owen

### Miglior sonoro
- The Bourne Ultimatum - Il ritorno dello sciacallo (The Bourne Ultimatum) – Kirk Francis, Scott Millan, Dave Parker, Karen Baker Landers, Per Hallberg
- Espiazione (Atonement) – Danny Hambrook/Paul Hamblin/Catherine Hodgson/Becki Ponting
- Non è un paese per vecchi (No Country for Old Men) – Peter Kurland, Skip Lievsay, Craig Berkey, Greg Orloff
- Il petroliere (There Will Be Blood) – Christopher Scarabosio, Matthew Wood, John Pritchett, Michael Semanick, Tom Johnson
- La vie en rose (La môme) – Laurent Zeilig, Pascal Villard, Jean-Paul Hurier, Marc Doisne

### Migliori effetti speciali
- La bussola d'oro (The Golden Compass) – Michael Fink, Bill Westenhofer, Ben Morris, Trevor Woods
- The Bourne Ultimatum - Il ritorno dello sciacallo (The Bourne Ultimatum) – Peter Chiang, Charlie Noble, Mattias Lindahl, Joss Williams
- Harry Potter e L'Ordine della Fenice (Harry Potter and the Order of the Phoenix) – Tim Burke, John Richardson, Emma Norton, Chris Shaw
- Pirati dei Caraibi - Ai confini del mondo (Pirates of the Caribbean: At World's End) – John Knoll, Charles Gibson, Hal Hickel, John Frazier
- Spider-Man 3 – Scott Stokdyk, Peter Nofz, Kee-Suk Ken Hahn, John Frazier, Spencer Cook

### Miglior cortometraggio
- Dog Altogether, regia di Paddy Considine
- Hesitation, regia di Virginia Gilbert
- The One and Only Herb McGwyer Plays Wallis Island, regia di James Griffith
- Soft, regia di Simon Ellis
- The Stronger, regia Lia Williams

### Miglior cortometraggio d'animazione
- The Pearce Sisters, regia di Luis Cook
- The Crumblegiant, regia di John McCloskey
- Head Over Heels, regia di Osbert Parker

### Miglior esordio britannico da regista, sceneggiatore o produttore
- Matt Greenhalgh (sceneggiatore) – Control
- Chris Atkins (regista/sceneggiatore) – Taking Liberties
- Mia Bays (produttrice) – Scott Walker: 30 Century Man
- Sarah Gavron (regista) – Brick Lane
- Andrew Piddington (regista/sceneggiatore) – The Killing of John Lennon

### Orange Rising Star Award per la miglior stella emergente
- Shia LaBeouf
- Sienna Miller
- Ellen Page
- Sam Riley
- Tang Wei